# Yutian (köping i Kina, Sichuan)
Yutian (kinesiska: 玉田镇, 玉田) är en köping i Kina. Den ligger i provinsen Sichuan, i den sydvästra delen av landet, omkring 230 kilometer sydväst om provinshuvudstaden Chengdu. Antalet invånare är 6 404. Befolkningen består av 3 104 kvinnor och 3 300 män. Barn under 15 år utgör 33 %, vuxna 15-64 år 61 %, och äldre över 65 år 5,0 %.
Genomsnittlig årsnederbörd är 1 391 millimeter. Den regnigaste månaden är juli, med i genomsnitt 272 mm nederbörd, och den torraste är januari, med 7 mm nederbörd.